# Саляев, Рюрик Константинович
Рюрик Константинович Саляев (26 сентября 1931 — 22 января 2022) — советский и российский биолог, специалист в области физиологии и биохимии растений, член-корреспондент АН СССР (1984), член-корреспондент РАН (1991).

## Биография
Родился 26 сентября 1931 года в Алма-Ате.

## Образование и научные звания
В 1956 году — окончил лесохозяйственный факультет Ленинградской лесотехнической академии.
В 1961 году — защитил кандидатскую диссертацию, тема: «Исследования корневых окончаний и ход развития на них микеризы».
В 1970 году — защитил докторскую диссертацию, тема: «Поглощение веществ в растительной клетке».
В 1980 году — присвоено учёное звание профессора.
В 1984 году — избран членом-корреспондентом АН СССР.
С 1991 года — член-корреспондент РАН.
С 2002 года — советник РАН.

## Трудовая деятельность
С 1956 по 1958 годы — ассистент кафедры физиологии растений Ленинградской лесотехнической академии.
С 158 по 1963 годы — младший научный сотрудник, заведующий лабораторией физиологии растений Института леса Карельского филиала АН СССР (Петрозаводск).
С 1963 по 1974 годы — заместитель директора института, заведующий лабораторией физиологии клетки Сибирского института физиологии и биохимии растений СО АН СССР (СИФиБР), заместитель председатель Президиума Восточно-Сибирского филиала СО РАН.
С 1974 по 1976 годы — директор Биолого-почвенного института АН СССР, заместитель председателя Президиума Дальневосточного научного центра АН СССР (Владивосток).
С 1976 по 2002 годы — директор Сибирского института физиологии и биохимии растений СО АН СССР (в дальнейшем — СО РАН).
Одновременно заместитель председателя Президиума Восточно-Сибирского филиала, затем Иркутского научного центра (1976—2002), с 1985 — заведующий кафедрой физиологии растений и клеточной биологии Иркутского государственного университета, где читал курсы «Биомембрана, клеточная инженерия», «Мембранный транспорт веществ».
С 2002 года — главный научный сотрудник Сибирского института физиологии и биохимии растений СО РАН.
Скончался 22 января 2022 года.

## Научная деятельность
Главные направления научной деятельности: физиология, биохимия и цитология растений, механизмы мембранного транспорта, структура и функции мембран растений.
Создатель новых научных направлений в области физиологии растений, молекулярной и клеточной биологии, генной инженерии, много сил потратил на изучение экологических проблем Байкальского региона.
Получил оригинальные данные по самосборке биологических мембран, изучил «свободное пространство клетки» и его роль в клеточном и тканевом гомеостазе. Доказал существование эндоцитоза у растений, изучены важнейшие стороны его механизма и физиологическая роль.
Ведёт исследования в области генной и клеточной инженерии, разработал оригинальную конструкцию «генной пушки» для генетической трансформации растений.
Под его руководством получен ряд трансгенных растений с новыми хозяйственно-ценными признаками.
Совместно с сотрудниками ГНЦ «Вектор», Института химической биологии фундаментальной медицины СО РАН и лаборатории молекулярной фитопатологии (Мериленд, США) впервые была разработана кандидатная съедобная вакцина против ВИЧ-СПИДа и гепатита В на основе генетически трансформированных растений.
Более 20 его учеников стали кандидатами и докторами наук.
Автор и соавтор более 400 научных работ, в том числе 6 монографий.

## Общественная деятельность
- почётный председатель Центра русской культуры
- работает в комиссии по присуждению Губернаторских премий в области литературы и искусства, в совете по представлению к государственным наградам при губернаторе Иркутской области[4].

Один из создателей в Иркутске женской православной гимназии, много усилий приложил по проведению в Иркутске ежегодных фестивалей духовности и культуры «Сияние России».
В течение более 20 лет был председателем областного совета Союза советских обществ дружбы с зарубежными странами.

### Участие в научных организациях
- вице-президент Всероссийского общества физиологов растений
- организатор и участник крупных международных и национальных симпозиумов, конференций, съездов
- член научных советов РАН по биомембранам, физиологии растений и фотосинтезу
- член редколлегий и редакционных советов ряда научных журналов[1]

## Сочинения
- Мембраны изолированной протоплазмы. — Новосибирск, 1978. (в соавт.)
- Овощеводство в плёночных теплицах в Восточной Сибири. — Иркутск, 1982.
- Поглощение веществ растительной клеткой. — М., 1969.
- Эндоцитоз у растений. — Новосибирск, 1991. (в соавт.)
- Эндоцитоз. — Новосибирск, 1979. (в соавторстве)[1]

## Награды
- Орден Трудового Красного Знамени (1981)
- Орден «Знак Почёта» (1975)
- Орден Дружбы народов (1986)
- Орден Почёта (1999)
- Премия имени Святителя Иннокентия, епископа Иркутского (2001)[3]
- Благодарность Президента Российской Федерации (16 июля 2012) — за заслуги в создании и развитии научных направлений и многолетнюю плодотворную деятельность